# Г'ю Трамбл
Г'ю Трамбл (19 травня 1867 – 14 серпня 1938 року) був австралійським гравцем у крикет. Він зіграв 32 Змагання з крикету у період з 1890 до 1904. Він був капітаном в австралійської команди у двох Змаганнях (в обох здобули перемогу). Трамбл взяв 141 турнікет у Змаганні з крикету - світовий рекорд на період його виходу на пенсію — у середньому 21.78. Він є одним із чотирьох боулерів, які двічі взяли хет-трик у таких випробуваннях. Х’ю був названий одним із найкращих австралійських боулерів 1897 року.
Зважаючи на те, що Трамбл був високий і худий, він управлявя із м'ячем швидше, ніж більшість його тіммейтів, використовуючи його зріст і надзвичайно довгі пальці - його головну перевагу. Він був визнаний як проникливий гравець і був популярний серед товаришів по команді і противників, завдяки схильності до розіграшів.
Трамбл дебютував під час туру австралійської команди по крикету в Англії в 1890 році. Він був призначений капітаном команди Австралії в 1901—1902, коли Джо Дарлінг був зайнятий сільськогосподарськими зобов'язаннями.  Він пішов у відставку після австралійського туру 1902 року в Англії, але повернувся у 1903–1904. Під час свого останнього матчу, Трамбл взяв хет-трик,  другий за його кар'єру, перед його прихильниками рідного міста в Мельбурні. 

## Раннє життя та кар'єра
Трамбл народився у одному з районів Мельбурна в Коллінгвуді, Вікторія в 1867 році. Він народився в родині Вільгельма, уродженця Північної Ірландії і керівника божевільного притулку, і Елізабет, уродженки Шотландії.    Його старший брат, Джон, також грав у крикет в Австралії і його молодший брат, Томас, був державним службовцем , який служив секретарем у міністерстві оборони з 1918 до 1927, а потім офіційним секретарем Верховного комісара з Австралії у Лондоні.  
Трамбл провів частину свого раннього життя в західному вікторіанському місті Арарат, перш ніж повернутися в Мельбурн, оселившись в передмісті Камбервелл.  Він здобув освіту в Гематерній школі і грав у ранні роки в  К'ю-Крикет Клубі.   Заохочуючи ранню любов його синів до крикету, Вільям Трамбл - палкий крикетер, який не шкодував ніг для Південного Мельбурнського Крикетного клубу - встановив поле для крикету біля свого будинку.  Батько на далекій відстані розмістив перо і змушував синів потрапляти в нього. Відомий своєю влучністю, пізніше Х'ю сказав: "Звичайно, я не міг потрапити в перо неодноразово, але незабаром я вийшов на стадію, коли я завжди був дуже близький до нього" 